# Who Wants to Be an Erotic Billionaire?
Pour plus de détails, voir Fiche technique et Distribution.
Who Wants to Be an Erotic Billionaire? est un film américain réalisé par John Bacchus et Clancy Fitzsimmons sorti en 2002.

Le film est une parodie érotique du célèbre jeu télévisé Who Wants to Be a Millionaire?.

## Synopsis
L'animatrice de l'émission (Julian Wells) accueille tout le monde et présente les candidats. Il y a deux candidates, Gloria (Bethany Lot) et Tatum (Alison Slinger), et deux candidats.
Le jeu commence avec le fastest finger et c'est Gloria qui gagne. Elle s'assied alors sur le fauteuil central et l'animatrice explique les règles.
Si elle répond correctement à 9 questions, elle gagne une rencontre lesbienne avec la belle Bambi (Vivica Taylor). Les questions sont ridiculement faciles. Après sept questions, Gloria se voit offrir la chance de rentrer à la maison, ou de partager un baiser avec Bambi. Elle choisit le baiser et se dirige vers Bambi. Elles s'embrassent passionnément.
Après la question suivante, il est à nouveau offert à Gloria la chance de rentrer à la maison ou de jouer avec Bambi. Cette fois, Bambi suce les doigts de Gloria avec sensualité. Après avoir répondu à toutes les questions correctement, Gloria et Bambi font l'amour.

## Fiche technique
- Titre : Who Wants to Be an Erotic Billionaire?
- Réalisateur : John Bacchus et John Paul Fedele (crédité comme Clancy Fitzsimmons)
- Scénario : Michael Raso, Joe Ned et Clancy Fitzsimmons
- Format : Couleurs
- Durée : 77 minutes (1 h 17)
- Pays :  États-Unis
- Date de sortie : 6 juillet 2002  États-Unis

## Distribution
- Julian Wells : Remis Phildin
- Vivica Taylor : Bambi
- Bethany Lot : Gloria Daberwalky
- Allison Slinger : Tatum Banunfield
- John Bacchus : Gary Wilson
- Debbie Rochon
- Duane Polcou
- Justin Wingenfeld
- John Paul Fedele
- John Link